# Phoenix (fartyg)

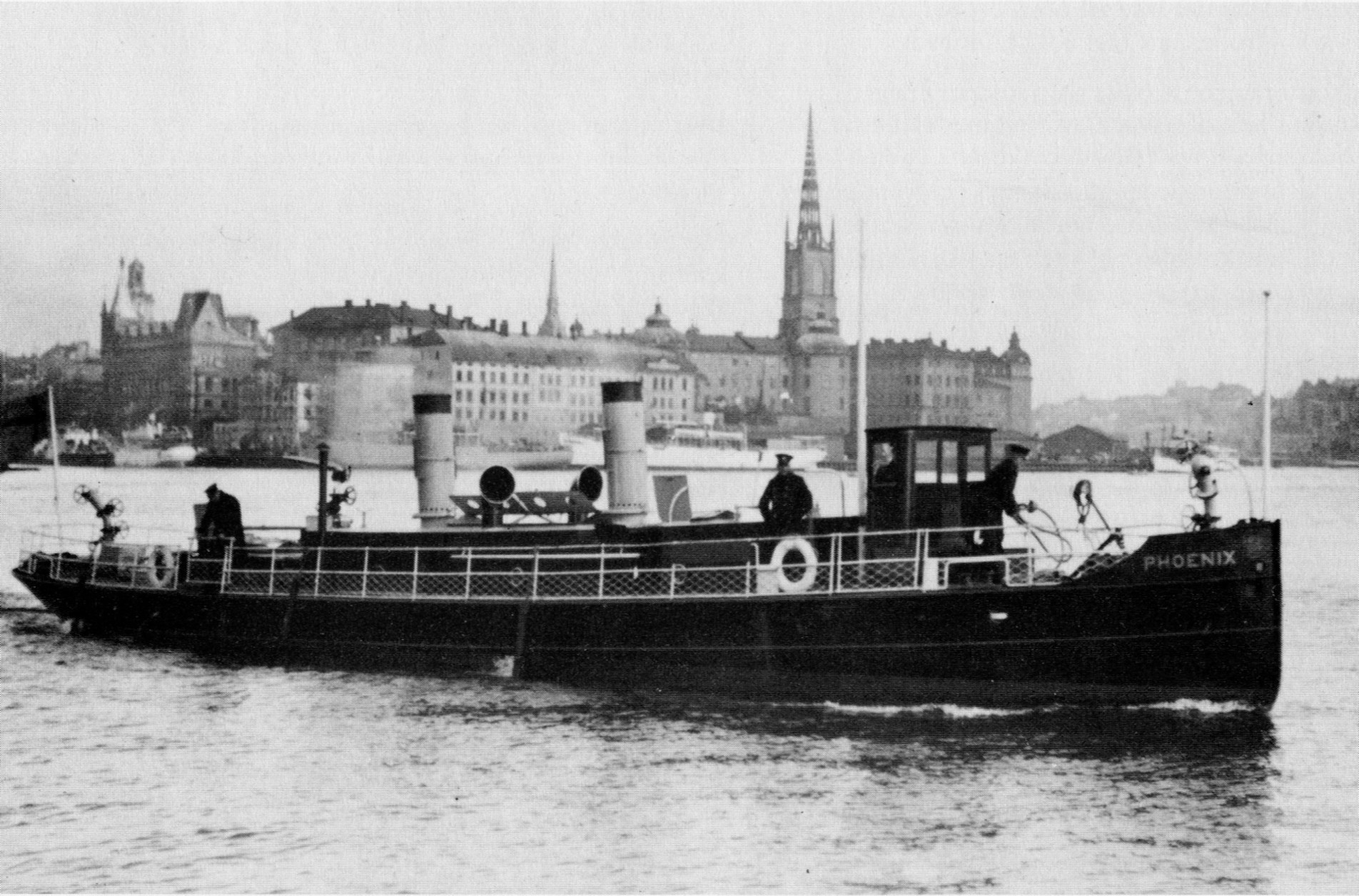
Sjöångsprutan Phoenix på Riddarfjärden.

Phoenix var ett ångdrivet släckningsfartyg som gjorde tjänst inom Stockholms brandförsvar mellan åren 1890 och slutet av 1950-talet. År 1960 såldes hon till Firma John Bergman & Son i Motala, som byggde om henne till passagerarmotorfartyget M/S Kind för trafik på Kinda kanal.

## Historik

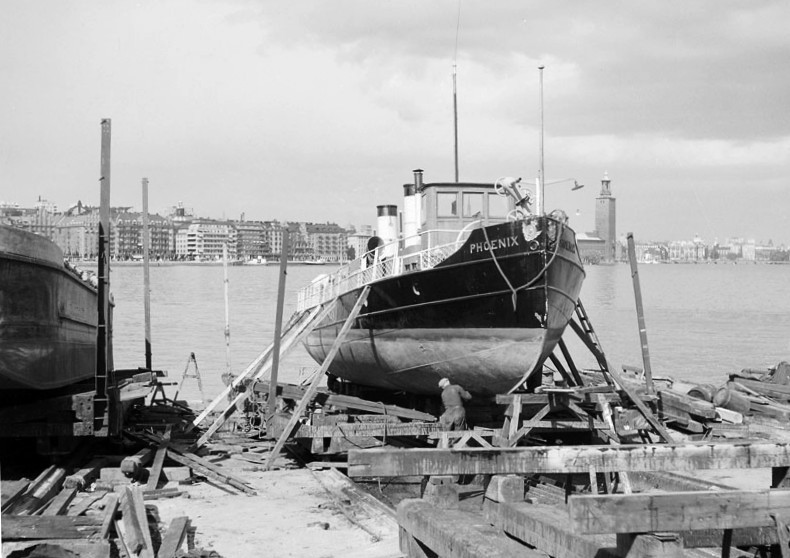
Phoenix på slipen på Mälarvarvet, 1951.

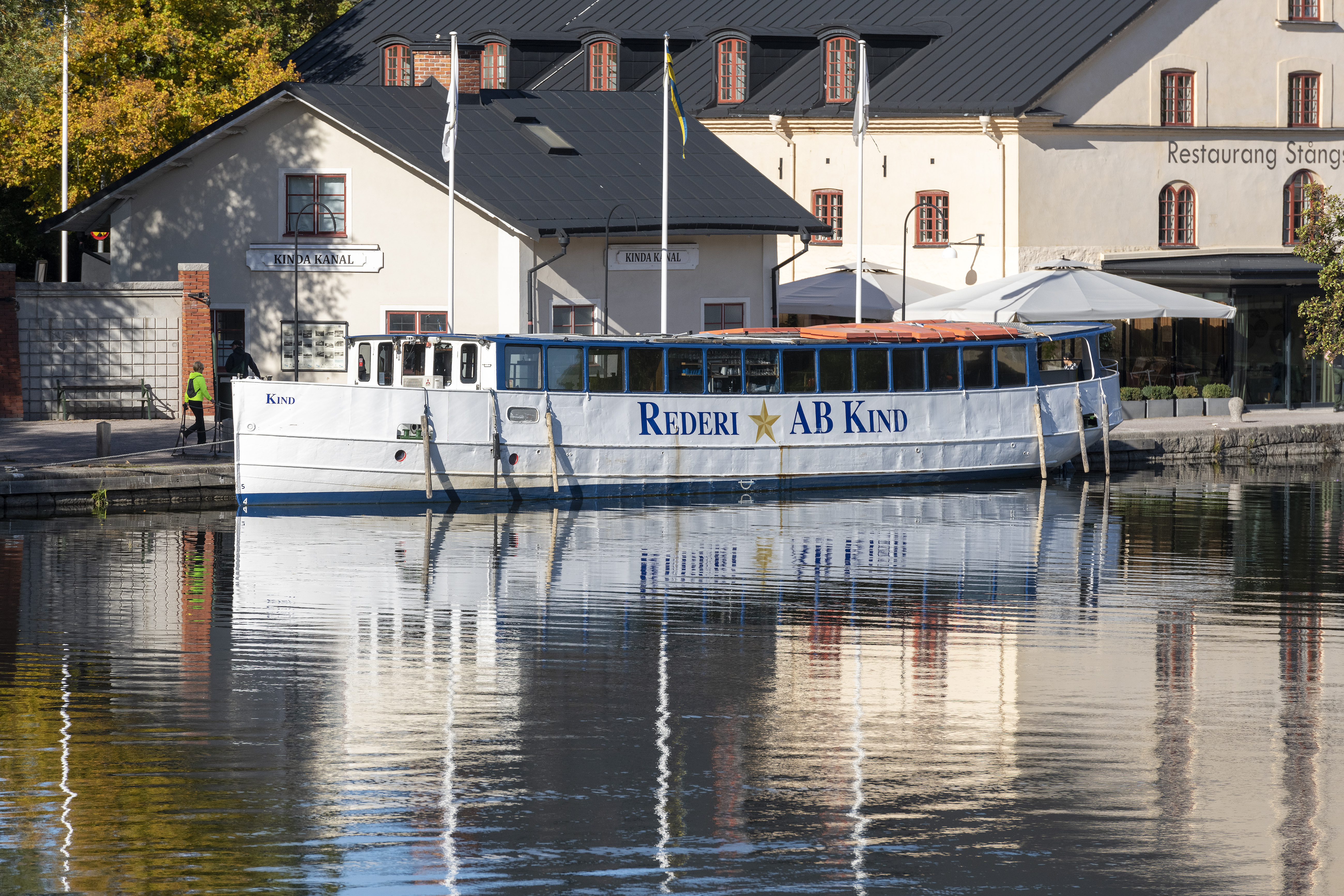
M/S Kind vid Stångåmagasinet, 2021

Phoenix var Stockholms andra sjöångspruta, den första hette  S:t Erik, som togs i tjänst 1880. Phoenix byggdes 1890 på W. Lindbergs Varvs- och Verkstads AB (”Södra varvet”) i Stockholm. Båda fartygen bekostades av Stockholms stads brandförsäkringskontor som en gåva.
Fartygets namn skulle påminna om Fågel Fenix som reser sig ur askan. Fågel Fenix återkom även som symbol i Brandförsäkringskontorets plakett. Phoenix fick stålskrov, blev 23,89 meter lång och 4,64 meter bred, djupgång var 1,75 meter. Hon stationerades i Stockholms skärgård. År 1900 förlängdes hon, ibland anges detta datum felaktigt som byggår. År 1930 genomgick hon en ombyggnad vid Södra varvet, då ångmaskinen utbyttes mot en tändkulemotor. I slutet av 1950-talet utbjöd Stockholms stad Phoenix till försäljning.
Samtidigt sökte John Bergman & Son i Motala ett fartyg som var lågt byggt, för att kunna gå i trafik på Kinda kanal och passera under de låga broarna längs kanalen. Brandförsvarets Phoenix uppfyllde kraven, Bergman & Son förvärvade henne, och byggde om henne för passagerartrafik med 193 passagerare och matservering ombord. Hon döptes om till M/S Kind (efter Kinda kanal) och är numera inregistrerad på Rederi AB Kind.